# Деуитт, Розмари
Розмари́ Брэ́ддок Деуи́тт (англ. Rosemarie Braddock DeWitt; род. 26 октября 1971) — американская актриса.

## Биография
Розмари Деуитт родилась во Флашинге, одном из районов Куинса, Нью-Йорк в семье Розмари Брэддок и Кенни Деуитта. Она является внучкой чемпиона мира по боксу Джеймса Брэддока, и сыграла одну из ролей в фильме «Нокдаун», который рассказывает о жизни её деда. Розмари жила в Хановер Тауншип, Нью-Джерси, где окончила среднюю школу Whippany Park. Во время учёбы она принимала участие в нескольких школьных театральных постановках. Затем она получила степень бакалавра искусств в колледже при университете Хофстра, где вступила в братство Alpha Phi. Розмари также брала уроки в Актёрском центре в Нью-Йорке.
Розмари играла во многих театральных постановках на Бродвее. В частности, она принимала участие в спектакле Danny and the Deep Blue Sea по пьесе Джона Патрика Шэнли в театре Second Stage, спектакле The Butter and Egg Man по пьесе Джорджа Кауфмана в театре Atlantic Theater Company и спектакле Small Tragedy по пьесе Крейга Лукаса, который завоевал премию Obie.
4-23 мая 2010 года Розмари играла в театре MCC в спектакле режиссёра Джонатана Демми Family Week по пьесе Бет Хенли, заслужив положительные отзывы критиков.
В 2009—2011 годах Розмари играла сестру Тары Крейн, Шармейн, в сериале «Такая разная Тара» канала Showtime. Она снялась в первом сезоне сериала «Безумцы» телеканала AMC и в 2006—2007 годах — в сериале «Переговорщики» компании Fox. Розмари Деуитт также появлялась в сериалах «Закон и порядок: Специальный корпус», «Секс в большом городе», «Спаси меня» и «Продюсер».
В 2008 году Розмари снялась в мелодраме «Рэйчел выходит замуж», где её партнёршей была Энн Хэтэуэй. За эту роль она была отмечена несколькими премиями, в том числе премией «Спутник» в категории «лучшая актриса второго плана». В 2010 году она сыграла в драме «В компании мужчин» с Беном Аффлеком, а в 2011 году в драме «Маргарет».
В 1995—2006 годах Розмари была замужем за актёром и режиссёром Крисом Мессиной. Со 2 ноября 2009 года она замужем за актёром Роном Ливингстоном, с которым она встречалась 3 года до их свадьбы. У супругов есть две приёмных дочери — Грейси Джеймс Ливингстон (род. 29 апреля 2013) и Эсперанса Мэй Ливингсон (род. в декабре 2015).

## Фильмография
| Год       |     | Русское название            | Оригинальное название         | Роль                   |
| --------- | --- | --------------------------- | ----------------------------- | ---------------------- |
| 2003      | с   | Секс в большом городе       | Sex and the City              | Ферн                   |
| 2004      | ф   |                             | Fresh Cut Grass               | актриса                |
| 2005      | тф  |                             | The Commuters                 | Триша                  |
| 2005      | ф   | Великое новое чудо          | The Great New Wonderful       | Дебби                  |
| 2005      | ф   | Нокдаун                     | Cinderella Man                | Сара                   |
| 2005      | кор | Девственность на продажу    | Buy It Now                    | мама                   |
| 2005      | с   | Спаси меня                  | Rescue Me                     | Хизер                  |
| 2006      | ф   | Свадебный уикенд            | Shut Up and Sing              | Дана                   |
| 2006      | с   | Продюсер                    | Love Monkey                   | Эбби Пауэлл            |
| 2006      | кор |                             | Doris                         | Дорис                  |
| 2006      | ф   | Из черноты                  | Off the Black                 | Дебра                  |
| 2007      | ф   | Одноклассники               | Purple Violets                | Murph's Hamptons fling |
| 2007      | с   |                             | Queens Supreme                | Рона Хеллер            |
| 2006—2007 | с   | Переговорщики               | Standoff                      | Эмили Леман            |
| 2008      | ф   | Выпускники                  | Afterschool                   | мисс Фогель            |
| 2008      | ф   | Рэйчел выходит замуж        | Rachel Getting Married        | Рэйчел                 |
| 2009      | ф   | Соперница                   | Tenure                        | Бет                    |
| 2009      | ф   | Как я заблудился            | How I Got Lost                | Лесли                  |
| 2009      | с   |                             | Wainy Days                    | Джун                   |
| 2010      | кор |                             | The Thief                     | Розмари                |
| 2010      | ф   | В компании мужчин           | The Company Men               | Мегги Уокер            |
| 2007—2010 | с   | Безумцы                     | Mad Men                       | Мидж Дэниэлс           |
| 2011      | ф   | Главное — не бояться!       | A Little Bit of Heaven        | Рене Блэр              |
| 2009—2011 | с   | Такая разная Тара           | United States of Tara         | Шармейн Крейн          |
| 2011      | ф   | Сестра твоей сестры         | Your Sister's Sister          | Ханна                  |
| 2011      | ф   | Маргарет                    | Margaret                      | миссис Маретти         |
| 2012      | ф   | Никто не уходит             | Nobody Walks                  | Джули                  |
| 2012      | ф   | Странная жизнь Тимоти Грина | The Odd Life of Timothy Green | Бренда Бест            |
| 2012      | ф   | Дружинники                  | The Watch                     | Эбби                   |
| 2013      | ф   | Страна обетованная          | Promised Land                 | Элис                   |
| 2013      | ф   |                             | Touchy Feely                  | Эбби                   |
| 2014      | ф   | Мужчины, женщины и дети     | Men, Women & Children         | Хелен Труби            |
| 2014      | ф   | Убить гонца                 | Kill the Messenger            | Сьюзен Уэбб            |
| 2014      | с   | Что знает Оливия?           | Olive Kitteridge              | Рэйчел Коулсон         |
| 2015      | ф   | Полтергейст                 | Poltergeist                   | Эми Боуэн              |
| 2016—2017 | с   | Последний магнат            | The Last Tycoon               | Роуз Брэйди            |
| 2017      | с   | Чёрное зеркало: Аркангел    | Black Mirror: Arkangel        | Мари Самбрелл          |
| 2018      | ф   | Во всё тяжкое               | The Professor                 | Вероника               |
| 2019      | ф   | Вирм                        | Wyrm                          | Мардж                  |
| 2020      | с   | И повсюду тлеют пожары      | Little Fires Everywhere       | Линда Маккалоу         |
| 2022      | с   | Лестница                    | The Staircase                 | Кэндис Хант Замперини  |
| 2023      | с   | И просто так (2 сезон)      | And Just Like That…           | Кэти                   |
| 2024      | с   | Пацаны                      | The Boys                      | Дафни Кэмпбелл         |
| 2024      | ф   | Улыбка 2                    | Smile 2                       | Элизабет Райли         |
| 2025      | с   | В глуши                     | Untamed                       | Джилл                  |

## Награды и номинации
| Награды и номинации                                | Награды и номинации | Награды и номинации          | Награды и номинации  | Награды и номинации |
| Награда                                            | Год                 | Категория                    | Фильм                | Итог                |
| -------------------------------------------------- | ------------------- | ---------------------------- | -------------------- | ------------------- |
| Broadcast Film Critics Association Awards          | 2009                | Лучший актёрский состав      | Рэйчел выходит замуж | Номинация           |
| Chicago Film Critics Association Awards            | 2008                | Лучшая актриса второго плана | Рэйчел выходит замуж | Номинация           |
| Dallas-Fort Worth Film Critics Association Awards  | 2008                | Лучшая актриса второго плана | Рэйчел выходит замуж | Номинация           |
| Gotham Awards                                      | 2008                | Breakthrough Award           | Рэйчел выходит замуж | Номинация           |
| Gotham Awards                                      | 2008                | Лучший актёрский состав      | Рэйчел выходит замуж | Номинация           |
| Независимый дух                                    | 2009                | Лучшая актриса второго плана | Рэйчел выходит замуж | Номинация           |
| Независимый дух                                    | 2013                | Лучшая актриса               | Сестра твоей сестры  | Номинация           |
| New York Film Critics Circle Awards                | 2008                | Лучшая актриса второго плана | Рэйчел выходит замуж | 3-е место           |
| Santa Barbara International Film Festival          | 2009                | Virtuoso Award               | Рэйчел выходит замуж | Награда             |
| Премия «Спутник»                                   | 2008                | Лучшая актриса второго плана | Рэйчел выходит замуж | Награда             |
| Toronto Film Critics Association Awards            | 2008                | Лучшая актриса второго плана | Рэйчел выходит замуж | Награда             |
| Vancouver Film Critics Circle                      | 2009                | Лучшая актриса второго плана | Рэйчел выходит замуж | Награда             |
| Washington DC Area Film Critics Association Awards | 2008                | Лучшая актриса второго плана | Рэйчел выходит замуж | Награда             |